# NGC 7367
NGC 7367 est une galaxie spirale située dans la constellation de Pégase. Cette galaxie a été découverte par l'astronome allemand Albert Marth en 1864. Sa vitesse par rapport au fond diffus cosmologique est de 6 867 ± 28 km/s, ce qui correspond à une distance de Hubble de 101,3 ± 7,1 Mpc (∼330 millions d'al).
La classe de luminosité de NGC 7367 est I-II et elle présente une large raie HI. De plus, c'est une galaxie du champ, c'est-à-dire qu'elle n'appartient pas à un amas ou un groupe et qu'elle est donc gravitationnellement isolée. NGC 7367 est peut-être une une galaxie à noyau actif.
L'étoile en avant plan au nord-ouest du bulbe de NGC 7367 est 2MASS J22443565+0338440.  
À ce jour, quatre mesures non basées sur le décalage vers le rouge (redshift) donnent une distance de 76,350 ± 1,733 Mpc (∼249 millions d'al), ce qui est loin à l'extérieur des valeurs de la distance de Hubble. Notons que c'est avec la valeur moyenne des mesures indépendantes, lorsqu'elles existent, que la base de données NASA/IPAC calcule le diamètre d'une galaxie et qu'en conséquence le diamètre de NGC 7367 pourrait être d'environ 59,2 kpc (∼193 000 al) si on utilisait la distance de Hubble pour le calculer.

## Supernova
La supernova SN 2013dt a été découverte dans NGC 7367 le 30 juin 2013 par l'astronome amateur néo-zélandais Stu Parker, l'un membres du groupe BOSS (Backyard Observatory Supernova Search (en)).  Cette supernova était de type Ia et sa magnitude au moment de sa découverte était de 16,8.